# Zeugwart
Zeugwart bezeichnet einen Beruf, eine in der Freizeit ausgeübte Tätigkeit bzw. eine historische Bezeichnung in der Armee.
- Im Sport ist der Zeugwart für die Versorgung rund um Spieler und Trainer zuständig. Hierzu zählt z. B. Kleidung oder Verpflegung. Größere Sportclubs beschäftigen fest angestellte Zeugwarte. Es handelt sich hierbei nicht um einen Ausbildungsberuf.[1] Siehe beispielsweise die Scheibenstecker beim Gewichtheben.
- In der Armee war der Zeugwart verantwortlich für Material und Ausrüstung (vgl. Zeughaus).